# 南周平
南 周平（みなみ しゅうへい、1977年11月14日 - ）は、日本の俳優、クリエイター、ヨガインストラクター、ビデオグラファー。
Yoga creator、ヨガインストラクターとしては、空平 (SOHILA) 名義で活動している。 
神奈川県横浜市出身。神奈川県立舞岡高等学校卒業。血液型AB型。身長：177cm。体重：65kg。

## 略歴
- 1994年、友達が受けた事務所の面接に同行したのをきっかけに芸能界入り。CM、雑誌などで活動する。
- 1996年、山田太一脚本NHK水曜シリーズドラマ『家へおいでよ』で俳優デビューする。
- 2002年、劇団「IN EASY MOTION」が主催する舞台に参加する。
- 2004年、映画『デリバリーヘルス』がゆうばり国際ファンタスティック映画祭、ヤング・ファンタスティック・グランプリ部門に出品される。
- 2005年7月9日〜8月26日(49日間)、2006年8月26日〜10月4日(40日間)、2度、四国お遍路八十八ヶ所巡礼を完歩する。
- 2008年、TBS愛の劇場『三代目のヨメ!』では主演島崎和歌子の旦那役として、老舗せんべい屋の三代目を演じる。
- 2013年7月、インドへ仏教の釈迦八大聖地を参拝。
- 2014年、アジアを旅しながら、インドヨガ修行を経て、帰国後、Yoga space side-Aを主宰。イベント出演や、ワークショップを開催する傍ら、雑誌やテレビなどのヨガ特集を監修。
- 2016年12月、一般女性と結婚

## 主な出演

### テレビ
- 家へおいでよ（1996年、NHK） - 大島浩平 役
- 学校の怪談R （1996年、関西テレビ)- 渡部文彦 役
- エコエコアザラク（1997年、第5話、テレビ東京) - 高橋浩一 役
- 特急田中3号（2007年4月〜6月、TBS) - 佐々木 役
- 死ぬかと思った（2007年、第5話、日本テレビ） - 木村勇樹 役
- 医龍2-Team Medical Dragon-（2007年10月、第1話、フジテレビ) - ER医師 役
- ジョシデカ!-女子刑事-（2007年10月〜12月、TBS) - 石原篤志 役
- 三代目のヨメ!（2008年1月〜2月、TBS） - 米田優太郎 役
- ひみつな奥さん3（2008年5月、フジテレビ） - ホスト 役
- ヤスコとケンジ（2008年8月、第5話、日本テレビ） - 荒谷 役
- 夢をかなえるゾウ(女の幸せ篇)（2008年10月、第2、3話 日本テレビ/読売テレビ) - 酒井寛 役
- 風のガーデン（2008年10月、第3話、フジテレビ） - 水野 役
- ギラギラ（2008年10月、第1話、第7話、テレビ朝日) - 高部 役
- 婚カツ!（2009年5月、第6話、フジテレビ） - 男性 役
- チャレンジド（2009年10月〜12月、NHK) - 阿掛登志彦 役
- 土曜ワイド劇場 / 棟居刑事の黙示録（2009年11月、テレビ朝日） - 浜田刑事 役
- ハンチョウ〜神南署安積班〜 （2010年2月、第4話、TBS） - 池谷浩平 事務長 役
- 逃亡弁護士 （2010年6月、第6話、関西テレビ） - 原田信行 役
- 医龍3-Team Medical Dragon-（2010年10月、第1話、フジテレビ） - ER医師 役
- チャレンジド〜卒業〜（2011年5月、NHK） - 阿掛登志彦 役
- 月曜ゴールデン / ヤメ刑探偵 加賀美塔子①（2011年6月、TBS） - 古谷貴之 役
- NHKスペシャル 未解決事件 file.01「グリコ・森永事件」（2011年7月29、30日、NHK） - 熊谷刑事 役
- 松本清張ドラマスペシャル 砂の器（2011年9月10、11日、テレビ朝日） - 中谷記者 役
- 恋愛ニート〜忘れた恋のはじめ方（2012年1月〜、TBS） - 小泉徹 役
- 月曜ゴールデン /  おふくろ先生の診療日記4〜人はひとりじゃない!伊豆・稲取編〜（2012年3月、TBS）
- ハンチョウ〜警視庁安積班〜5（2012年6月、第9話、TBS）
- 37歳で医者になった僕〜研修医純情物語〜（2012年6月、第10話、フジテレビ）
- てふてふ荘へようこそ（2012年11月、第2話、NHK BSプレミアム） - 二瓶昭夫 役
- 金曜プレステージ松本清張没後20年特別企画 疑惑（2012年11月、フジテレビ） - 野島秀夫 役
- 水曜ミステリー9 /  刑事・ガサ姫〜特命・家宅捜索班〜2（2013年5月、テレビ東京） - 山口 役

### 映画
- ねらわれた学園 THE MESSIAH FROM THE FUTURE（1997年） - 吉田一郎 役
- フレンチドレッシング （1998年） - 花園亮 役
- hood （1998年） - 東洋介 役
- デリバリーヘルス （2005年） - ゆうすけ 役

### 舞台
- ハムスター （2002年）
- 天草の風 （2004年）
- ストックホルム （2005年）
- ビロクシー・ブルース （2009年）

### CM
- 東京商科学院 （1994年）
- SHARP「液晶ビューカム」 （1995年）
- 雪印「6Pチーズ」 （1995年）
- エースコック「スーパーカップ」 （1995年）
- 石丸電気 （1995年）
- JR東日本 （1996年）
- マクドナルド「マックシェイク」 （1996年）
- コカ・コーラ「ファンタ」 （1996年）
- IBM「アプティバ」 （1997年）
- マクドナルド「テリヤキバーガー」 （1997年）
- SONY「プレイステーション」 （1998年）
- コカ・コーラ「Calo」 （1998年）
- アサヒ「スーパードライ」 （2008年）